# James McIlroy
James Archibald McIlroy (Ulster, 3 novembre 1879 – Sutton, 30 luglio 1968) è stato un esploratore, medico e militare britannico.
Laureato in medicina alla Birmingham University, trascorre parecchi anni come medico di bordo di diverse navi che fanno rotta verso l'Estremo Oriente. Nel 1914 partecipa alle selezioni per la spedizione Endurance e viene scelto dallo stesso Ernest Shackleton come secondo medico. Durante la forzata sosta sull'isola Elephant amputa a Perce Blackborow un dito incancrenito.
Al ritorno in Inghilterra partecipa alla prima guerra mondiale dove viene ferito nei pressi di Ypres.
Nel 1922 viene invitato da Shackleton a far parte dell'equipaggio della spedizione Quest, missione poi interrotta per la morte di quest'ultimo.
Durante la seconda guerra mondiale si trova a bordo della nave S.S. Oronsay quando, il 9 ottobre 1942, questa viene affondata dal sommergibile italiano Archimede. McIlroy viene salvato cinque giorni dopo dalla nave francese Dumont d'Urville.